# Ernst Graul
Ernst Graul (* 10. Juli 1886 in Zeitz; † 25. Februar 1958 in Merseburg) war ein deutscher Politiker der Kommunistischen Partei Deutschlands (KPD) und später der Sozialistischen Einheitspartei Deutschlands (SED) in der Deutschen Demokratischen Republik (DDR). Er war von 1945 bis 1950 Oberbürgermeister von Merseburg.

## Leben
Graul, Sohn eines Maurers, erlernte in Zeitz den Beruf des kaufmännischen Angestellten. 1906 wurde er Mitglied der Gewerkschaft und der Sozialdemokratischen Partei Deutschlands (SPD). Von 1911 bis 1920 war er Mitarbeiter der Geschäftsführung des Konsumvereins Eintracht in Essen. Von 1915 bis 1918 kämpfte er als einfacher Soldat im Ersten Weltkrieg. 1918/19 wurde er Mitglied der Gruppe Internationale und des Spartakusbunds. Im September 1920 trat er in die KPD ein.
1921 wurde Graul als Sekretär in Essen hauptamtlicher Mitarbeiter der KPD. In den frühen 1920er Jahren wurde er als  „bekannter Kommunistenführer“ in den Polizeiakten geführt. Während der heftigen Auseinandersetzungen in der KPD 1924 wurde Graul als Rechtsabweichler für einige Monate aus der Partei ausgeschlossen, jedoch 1925 wieder aufgenommen.
Im selben Jahr wurde Graul Sekretär der KPD des Bezirks Ruhrgebiet. 1926 wechselte er als Bezirkssekretär Ruhrgebiet zur Roten Hilfe Deutschlands (RHD) und wurde 1928 Mitglied deren Zentralkomitees in Berlin. Von 1928 bis September 1930 war Graul Geschäftsführer der Konsum- und Spargenossenschaft in Merseburg. Im September 1930 wurde Graul erneut wegen  „rechtsopportunistischer Tendenzen“ aus der KPD ausgeschlossen. Er trat daraufhin der Kommunistischen Partei-Opposition (KPO) bei und wurde deren Vorsitzender in Merseburg.
Bis 1932 war Graul erwerbslos und zeitweise Mitarbeiter im Tabakgeschäft seiner Frau. Nach der Machtübernahme der Nationalsozialisten wurde Graul im August 1933 zwei Monate inhaftiert. Während des Zweiten Weltkriegs war er bei der Luftschutzpolizei in Merseburg dienstverpflichtet.
Nach Ende des Krieges wurde Graul im Juni 1945 Kassenleiter der AOK in Merseburg und trat wieder in die KPD ein. 1946 wurde er nach der Zwangsvereinigung von SPD und KPD in der sowjetisch besetzten Zone Deutschlands Mitglied der SED. Im August 1945 wurde er Bürgermeister und  war von April 1946 bis Dezember 1950 Oberbürgermeister der Stadt Merseburg.